# Chrysso wenxianensis
Chrysso wenxianensis är en spindelart som beskrevs av Zhu 1998. Chrysso wenxianensis ingår i släktet Chrysso och familjen klotspindlar. Inga underarter finns listade i Catalogue of Life.